# Caraway Speedway
Der Caraway Speedway ist eine permanente Motorsport-Rennstrecke und liegt etwa 9 km nordwestlich des Ortskerns von Asheboro, auf dem Gebiet der 7 km nördlich gelegenen Gemeinde Sophia, im US-Bundesstaat North Carolina. Die Strecke ist ein 0,45 Meilen (0,732 km) langer asphaltierter Short-Track-Ovalkurs.

## Geschichte
Die Rennstrecke wurde im Jahr 1966 als Dirt-Track erbaut und eröffnet.  Sechs Jahre später wurde der Kurs asphaltiert und konnte ab dann Rennen der NASCAR Weekly Series ausrichten.

## Veranstaltungen
Die Strecke war über 11 Jahre ein wichtiger Bestandteil der NASCAR Whelen Southern Modified Tour, die insgesamt über 60 Rennen auf dem Short Track austrug.
In den 1980er Jahren trug auch die NASCAR Xfinity Series (damals: NASCAR Busch Series) 3 Rennen unter dem Namen Budweiser 200 und Goody’s Invit. 200, dort aus. Die CARS Tours war um die Jahrtausendwende immer wieder dort zu Gast, zur Rückkehr kam es 2021.
Aktuell werden verschiedene wöchentliche Rennserien und andere Shows auf dem Kurs ausgetragen. Die bekannteste Serie ist die CARS Late Model Stock Tour.